# Zvjezdan Misimović
Zvjezdan Misimović, född den 5 juni 1982 i München i Västtyskland, är en bosnisk före detta fotbollsspelare. 

## Karriär
Misimović började karriären i Bayern München II (2000–2004) och gjorde där 102 matcher och 44 mål. Efter succén i andralaget flyttades han upp i Bayern Münchens A-lag (2002–2004) där han spelade endast 3 matcher och inte gjorde några mål. 2004 köpte VfL Bochum honom för ungefär 3-10 miljoner euro, han spelade 92 matcher och gjorde 21 mål där mellan 2004 och 2007. Sedan flyttade han till Nürnberg (2007–2008) där han spelade 28 matcher och gjorde 10 mål.
Efter det köpte Wolfsburg honom. Han spelade där mellan 2008 och 2010 och blev en av de stora profilerna, tillsammans med Edin Džeko och Grafite utgjorde han en stark offensiv. Han blev assistkungen i Bundesliga 2008/2009 då Wolfsburg vann Bundesliga. Han spelade 65 matcher och gjorde 17 mål. 2010 gick han till Galatasaray SK.